# Maerua erlangeriana
Maerua erlangeriana är en kaprisväxtart som beskrevs av Ernest Friedrich Gilg och Benedict. Maerua erlangeriana ingår i släktet Maerua och familjen kaprisväxter. Inga underarter finns listade i Catalogue of Life.